# Jōkamachi
El jōkamachi (城下町 jōkamachi?) eran ciudadelas dentro de los dominios de los señores feudales en el Japón medieval.
El jōkamachi representaba el nuevo poder militar del soberano o daimyo, en el que se concentraban los recursos de defensa alrededor de una única fortaleza.  Estas ciudades no se formaron necesariamente alrededor de castillos después del período Edo, si no que algunas son conocidas como jin'yamachi o ciudades que han evolucionado alrededor del jin'ya u oficinas gubernamentales. Estas no estaban destinadas a proporcionar servicios militares. Por decirlo usando términos amplios, jōkamachi incluye jin'yamachi. También se le conoce como jōka.

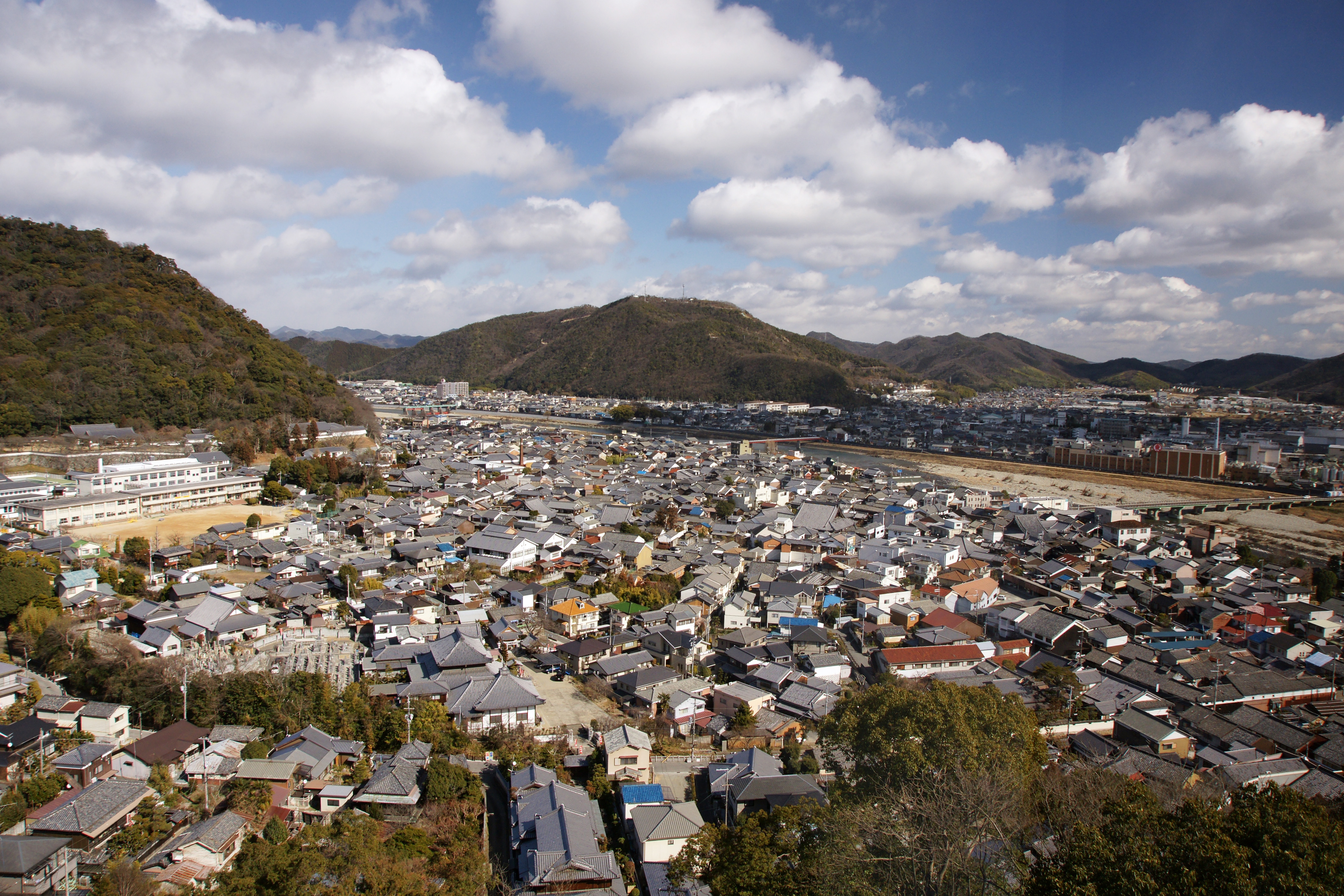
La ciudad de Tatsuno es una ciudad amurallada.

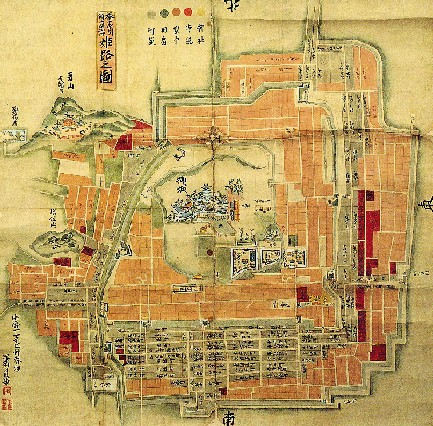
Un mapa antiguo de la ciudad amurallada que rodea el Castillo de Himeji

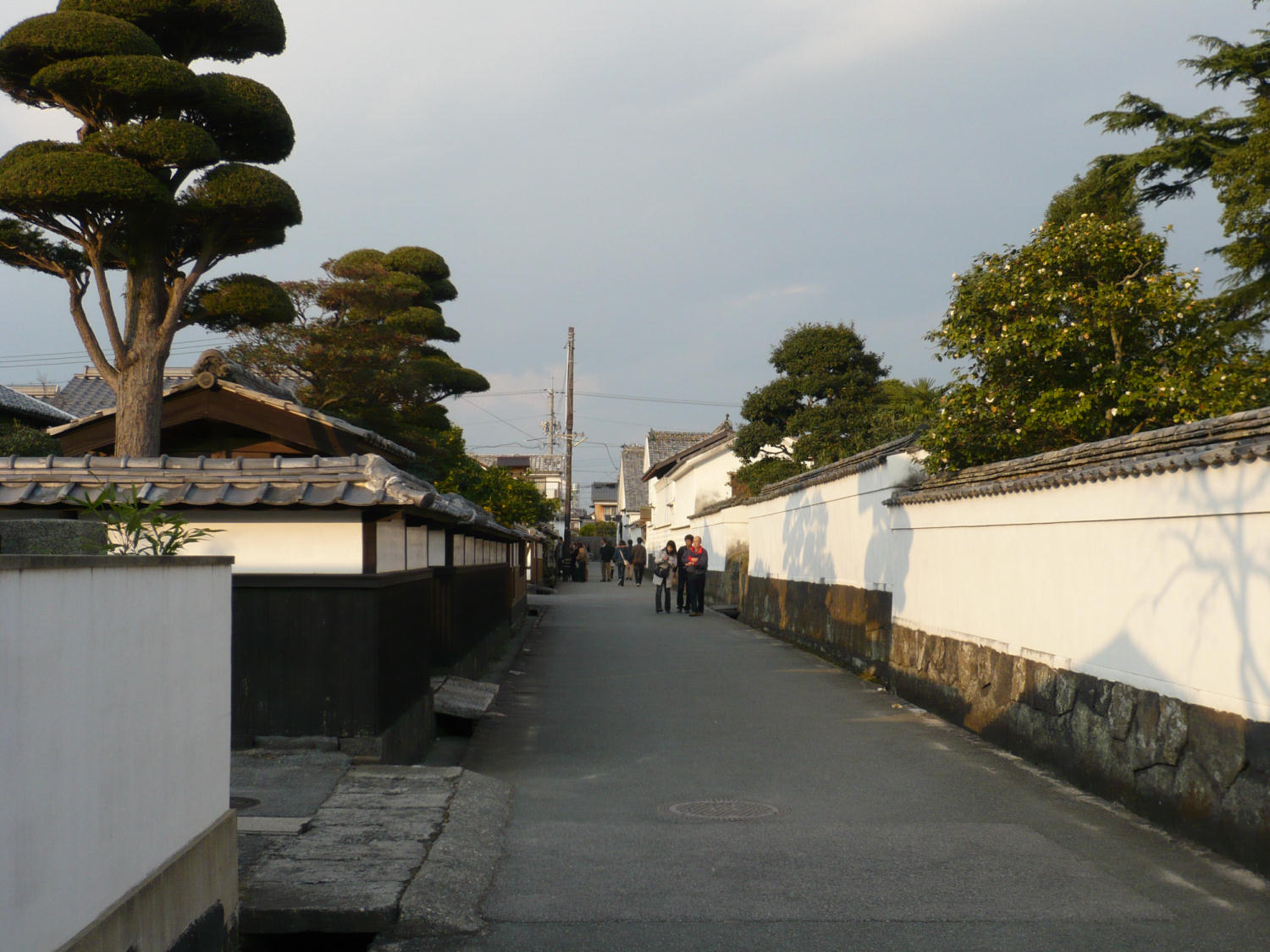
Un distrito de ciudadela bien conservado en Hagi, Yamaguchi

## Historia
El origen de los jōkamachi se remontan al período Kamakura, pero no fue hasta el período Sengoku , en la década de 1570 D.C.,  que los jōkamachi predominaron sobre otros tipos de ciudades.  
Un jōkamachi se puede dividir en shugo jōkamachi,  que sería una ciudadela gobernada por el daimyo residente. Aunque los shugo jōkamachi eran los centros políticos, la mayoría de las actividades económicas se desarrollaban en las ciudades creadas cerca de santuarios y templos ( monzen machi ) o ciudades portuarias ( minato machi ).
A mediados del siglo XVI, las ciudadelas proliferaron y se convirtieron tanto en la residencia de los daimyo como en el centro político (sengoku jōkamachi).
El jōkamachi funcionaba tanto como base militar representada por el castillo, como ciudad administrativa y comercial.
Oda Nobunaga fue el mayor contribuyente al desarrollo del jōkamachi moderno ya que se había puesto como objetivo promover el heinobunri, consistente en distinguir la clase samurái del resto y otorgarles a estos un estatus privilegiado, además de desarmar a los granjeros, obligando a la clase samurái a vivir en el jōkamachi. Al mismo tiempo que establecía el rakuichi-rakuza (mercados libres y gremios abiertos) para estimular la comercialización y el comercio. 
Los Jōkamachi florecieron aún más bajo el régimen de Toyotomi Hideyoshi, cuyo epicentro político y comercial era Osaka -jōka, que se volvió muy próspero como centro de productos básicos. Osaka continuó siendo el centro de negocios en el período Edo y fue llamada la "cocina de la tierra".
La mayoría de las ciudades amuralladas del mundo se componen de un castillo y una ciudad situada en el interior las murallas defensivas. Si bien Japón ya existían ciudades y pueblos rodeados de fosos y montículos de tierra a modo de defensa, como por ejemplo Sakai, los jōkamachi inicialmente no construían muros alrededor de toda la ciudad. Esta situación cambió a medida que el jōkamachi se fue desarrollando y su valor económico y político creció, exigiendo por lo tanto mayor protección contra las guerras y los disturbios. Este nuevo de estilo de ciudadelas amuralladas se conoce como so-gamae (perímetro defensivo completo).
Debido a la falta de guerras durante el período Edo, el jōkamachi sirvió cada vez menos como base militar y más como capital política y económica durante el gobierno del shogunato y los dominios de los señores feudales . Ayudó también el hecho de que la mayoría de los señores Han eran transferidos de un territorio a otro y, por lo tanto, tenían poco apego a las ciudades en sí. A medida que estas ciudades crecían comercialmente y dado que los accesos fáciles para dicho comercio no eran compatibles con las capacidades defensivas del castillo, se fueron abandonando sus castillos y reubicaron su base gubernamental en Jin'ya.
De los casi 300 jōkamachi, había diversidad en su población. Los jōkamachi de gran tamaño, como Kanazawa y Sendai, podían contar con aproximadamente 120.000 residentes, entre samuráis y comerciantes combinados, mientras que había jōkamachi de tamaño más pequeño, como Kameda, en el área de Tohoku, con alrededor de unas 4.000 personas. Teniendo en muchos casos, una población que rondaba los 10.000 habitantes.

## Estructura urbana
El diseño de un jōkamachi tenía como objetivo estimular el comercio, por lo tanto, se rediseño la carretera principal de la ciudad de forma que el tráfico se produjera dentro del jōka. Esta carretera siempre pasaba por el frente del castillo para demostrar el poder de la autoridad, independientemente de las preocupaciones geográficas que pudieran existir.
Los Jōkamachi incorporaron varias ideas para fortalecer la defensa de la ciudad. Se utilizaron de forma muy hábil tanto ríos y características del terreno, se cavaron fosos, se construyeron montículos y muros de piedra y, a veces, se construyeron pesadas puertas (Puertas Masugata) en aquellos casos que la ciudad se consideraba estratégicamente importante.
En el interior de la ciudadela, las casas estaban ubicadas muy juntas, a ambos lados de la calle principal, para dificultar la visión directa del castillo, y los caminos que llevaban a este, estaban curvados o tenían callejones sin salida para, de esta forma, alargar la ruta hacia el castillo. En algunos sectores más pequeños de la ciudad se construyeron vallas y puertas de madera, cerrándolas por la noche con guardias para protegerse de los posibles intrusos. Algunos fosos también se utilizaban como canales y desempeñaban un papel importante en la distribución de mercancías.
En el este de Japón habitualmente se construían este tipo de ciudades alrededor de terrazas fluviales, mientras que en el oeste se hacía en deltas frente al océano. Ciudades como Hikone, Zeze y Suwa están construidas adyacentes a un lago como parte del jōkamachi de "tipo lago".
En el interior de un jōkamachi, los distritos más pequeños como Samurai-machi, Ashigaru-machi, Chōnin y Tera-machi estaban rodeando el castillo. 
Un Samurai-machi es un distrito para las viviendas o recintos de los samuráis, también conocido como Samurai-yashiki. Los vasallos de mayor rango poseían un recinto más cercano al castillo. 
Las personas de un estatus inferior, como un Ashigaru, a menudo se veían obligadas a vivir en el extremo exterior de los distritos de Chōnin. 
El Chōnin-chi (distrito de Chōnin) es un distrito que se encontraba fuera de Samurai-machi para comerciantes y artesanos. Estos fueron asignados según su ocupación. Poblaciones actuales con nombres como Gofuku-machi ("ciudad de la ropa"), Aburaya-cho ("ciudad del petróleo"), Daiku-machi ("ciudad de los carpinteros"), Kaji-machi ("ciudad de los herreros") y Kōya-chō ("ciudad de los tintoreros") son herencia de los antaño Chōnin-chi. Estos tenían un tamaño de terreno por familia más pequeño, en comparación con los Samurái-machi y estaban estrechamente alineados a lo largo de las calles. Por esta razón, las casas Chōnin tenían una entrada estrecha y gran profundidad y eran llamadas "nido de anguila". Esta viviendas tenían dos pisos, pero el segundo piso se debía de usar como almacén para "no mirar hacia abajo al señor feudal".
Los Tera-machi se colocaban en el borde exterior del jōkamachi y formaban una serie de grandes templos.

## Presencia moderna
En la actualidad, en Japón más de la mitad de sus ciudades con una población de más de 100.000 habitantes son antiguas jōkamachi . Debido al paso del tiempo, los desarrollos urbanos posteriores, los daños ocasionados por grandes incendios y las guerras, su apariencia ha cambiado notablemente. Las ciudades que conservan algún signo del jōkamachi original cada vez son menos frecuentes y son pocas las que han conservado toda el área.
Sin embargo, los restos del antiguo diseño de las ciudades que sí se han conservado, aunque sea en parte, causan congestión de tráfico debido al diseño de las calles para obstaculizar a los intrusos. En las ciudades modernas se pueden encontrar otros rastros de jōkamachi, como los antiguos distritos de chōnin-chi que funcionan como centro de la ciudad. Las ciudades que han conservado su diseño anterior al período Edo a menudo se denominan Sho-kyoto ("pequeña Kioto"). Las ciudades con restos del período Edo a veces se denominan Ko-edo ("pequeño Edo").

### Lectura adicional
- De Lange, William (2021). An Encyclopedia of Japanese Castles. Groningen: Toyo Press. pp. 600 pages. ISBN 978-9492722300.

- 脇田修『織田信長―中世最後の覇者』、中央公論社、1987年6月、ISBN 978-4121008435
- 池享『日本の時代史 (13) 天下統一と朝鮮侵略』吉川弘文館、2003年6月、ISBN 978-4642008136
- 大岡敏昭 『武士の絵日記 幕末の暮らしと住まいの風景』 角川ソフィア文庫 2014年 p. 28.

- Datos: Q909458